# Liene Karsuma
Liene Karsuma (née le 27 janvier 1988) est une athlète lettonne spécialiste du saut en hauteur. 

## Palmarès

### Championnats d'Europe junior d'athlétisme
- Championnats d'Europe junior d'athlétisme 2007 à Hengelo,  Pays-Bas
  -  Médaille d'argent du saut en hauteur